# Espressività variabile
L'espressività variabile è il grado con cui un determinato genotipo si manifesta a livello fenotipico; è uno dei tanti fenomeni genetici che si discostano dalla classica analisi mendeliana sull'ereditarietà.  
Da due genitori l'uno omozigote dominante e l'altro omozigote recessivo per quanto riguarda certo carattere, dovrebbero nascere essenzialmente figli eterozigoti, comunque manifestanti solo il fenotipo dominante. Con l'espressività variabile, in parte della generazione si riscontrano anche individui con parte del fenotipo recessivo (in quantità variabile), poiché l'allele dominante non è abbastanza "forte" da mascherare l'omologo.
Un esempio è la displasia dell'anca. Da due genitori, l'uno sano (omozigote dominante) e l'altro malato (omozigote recessivo), dovrebbero nascere solo figli sani (eterozigoti), tuttavia la penetranza incompleta fa sì che l'allele recessivo riesca in parte a manifestarsi, portandoli a soffrire di parte dei sintomi.
L'espressività variabile è spesso favorita da fenomeni esterni, quali l'ambiente e l'età dell'individuo. Suo caso limite è la penetranza incompleta.